# میلنیوم (گروه موسیقی)
میلنیوم یک گروه پراگرسیو راک است که در سال ۱۹۹۹ در لهستان به رهبری ریشارد کرامارسکی تشکیل شد.

## اعضای گروه

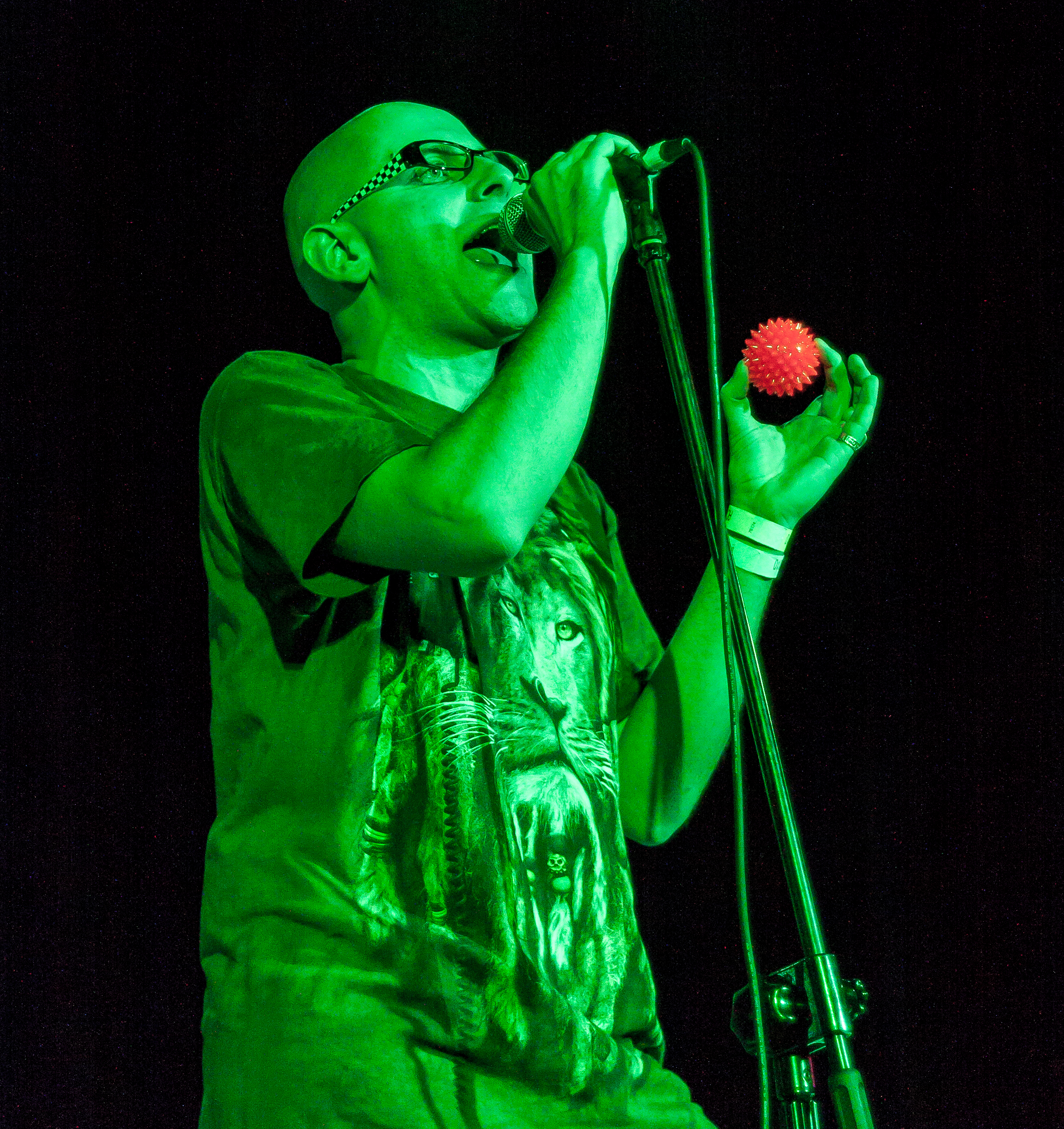
لوکاس گال

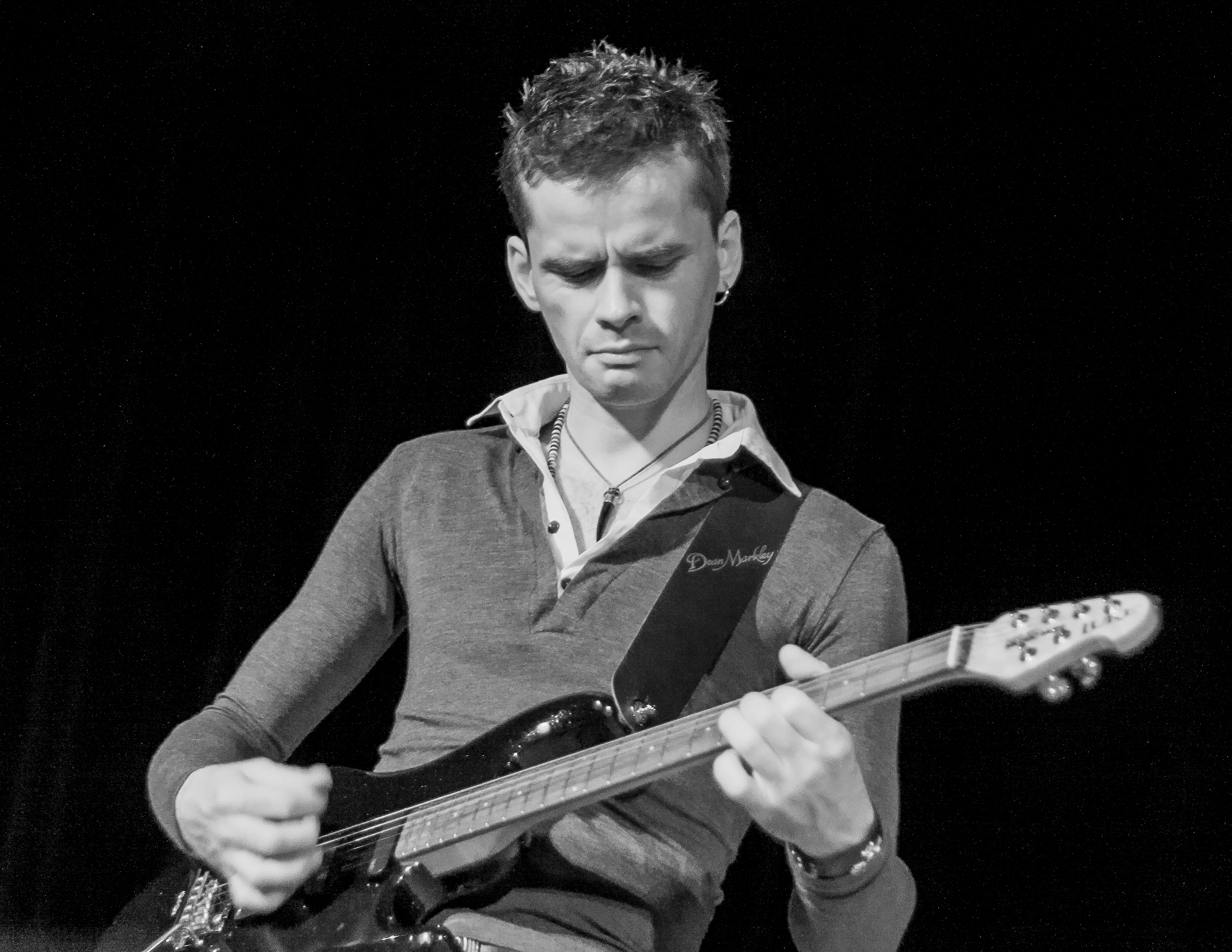
پیوتر پلونکا

### اعضای کنونی
- داوید لواندوفسکی - آواز
- پیوتر پلونکا - گیتار
- کریستوف ویروا - گیتار باس، چپمن استیک
- ریشارد کرامارسکی - کیبورد، گیتار
- گرزگورز بائر - درام، سازهای کوبه ای

### اعضای سابق
- پیوتر مازورکیویچ – گیتار باس
- توماس پابیان – گیتار
- پرزمیسلاو دروژکوفسکی – گیتار
- مارسین بلازاک
- لوکاس گالنزیوفسکی «گال» - آواز
- توماس پسکو – سازهای کوبه ای

## دیسکوگرافی
بر اساس وب سایت رسمی گروه. میلنیوم ۲۳ آلبوم منتشر کرده‌است که شامل کنسرت‌های ضبط شده و تلفیقی است.

### آلبوم‌ها
- ۱۹۹۹ - میلنیوم
- ۲۰۰۰ - ووکاندا
- ۲۰۰۲ - تناسخ
- ۲۰۰۴ - دژاوو
- ۲۰۰۵ - اینتردِد
- ۲۰۰۶ - اعداد و رویاهای بزرگ آقای ساندرز
- ۲۰۰۷ - ۷سال: چیزهای جدید، کمیاب … و بهترین‌ها (۲سی‌دی)
- ۲۰۰۸ - پایان سه برادر (ای‌پی)
- ۲۰۰۸ - موجود
- ۲۰۱۰ - بازگشت پس از سال‌ها زنده در کراکوف ۲۰۰۹ (۲سی‌دی و دی‌وی‌دی؛ آلبوم زنده)
- ۲۰۱۱ - پازل
- ۲۰۱۱ - کلاغ سفید (تلفیقی)
- ۲۰۱۳ - ایگو
- ۲۰۱۳ - ووکاندا ۲۰۱۳ زنده در استادیو
- ۲۰۱۴ - در جستجوی ملودی کامل
- ۲۰۱۷ - ۴۴ دقیقه
- ۲۰۱۸ - MMXVIII
- ۲۰۱۹ - تارعنکبوت
- ۲۰۲۰ - آهنگ‌های فراموش شده (انتشار RSD ۲۰۲۰ - فقط وینیل)
- ۲۰۲۰ - کمیاب (تدوین)
- ۲۰۲۰ - گناه
- ۲۰۲۲ - قصه‌هایی از فیلم‌های خیالی
- ۲۰۲۲ - چیزی به پایان می‌رسد، چیزی آغاز می‌شود (بهترین از … ۲سی‌دی)

### تک آهنگ‌ها
- ۱۹۹۹ - اِکوسانگ
- ۱۹۹۹ - کشوری وجود داشت
- ۲۰۰۰ – لیدی کش کش
- ۲۰۰۲ - سیگار را بچش
- ۲۰۰۴ - سایلنت هیل
- ۲۰۰۵ - شیطان
- ۲۰۰۶ - اعداد. . .
- ۲۰۰۷ - ۷ سال